# Oie de Chine
L'oie de Chine, anciennement dénommée oie de Guinée, est un terme générique utilisé pour désigner l'ensemble des races d'oies domestiques issues de l'oie cygnoïde (Anser cygnoides). Plus spécifiquement, on trouve l'oie domestique des Philippines, l'oie de Wuzhong. Ce sont des volailles d'élevage et des oiseaux d'ornement.
Les oies de Chine ne sont pas les seules oies domestiques, en effet d'autres races issues de  l'Oie cendrée existent également. Comme ces deux espèces sont interfécondes, et que les sujets obtenus sont eux-mêmes féconds, des races hybrides ont été développées. Sans étude génétique, il est impossible de savoir en quelle proportion ces lignées relèvent de l'une ou de l'autre espèce.
La caractéristique principale des oies de Chine est qu'elles sont bonnes pondeuses. En principe, les races d'oies de Chine présentent au niveau du bec un tubercule (bosse), plus développé chez le mâle que chez la femelle, avec un liseré blanc, alors que la variété sauvage n'en possède pas.
Le terme oie de Guinée a été très contesté comme le raconte Buffon : ces variétés ont été appelées oie de Moscovie, oie de Chine...

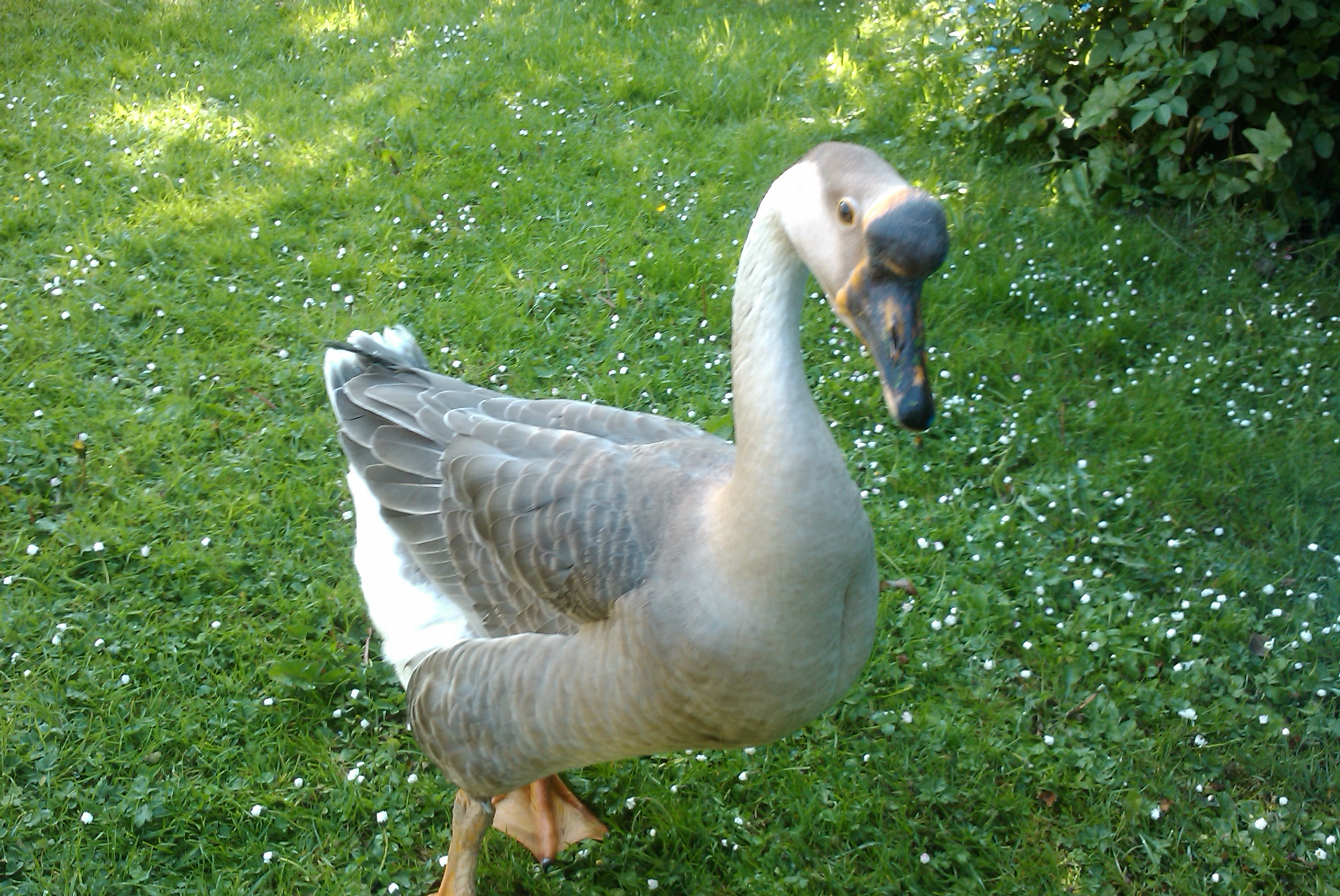
Oie de Chine mâle.

## Utilisation

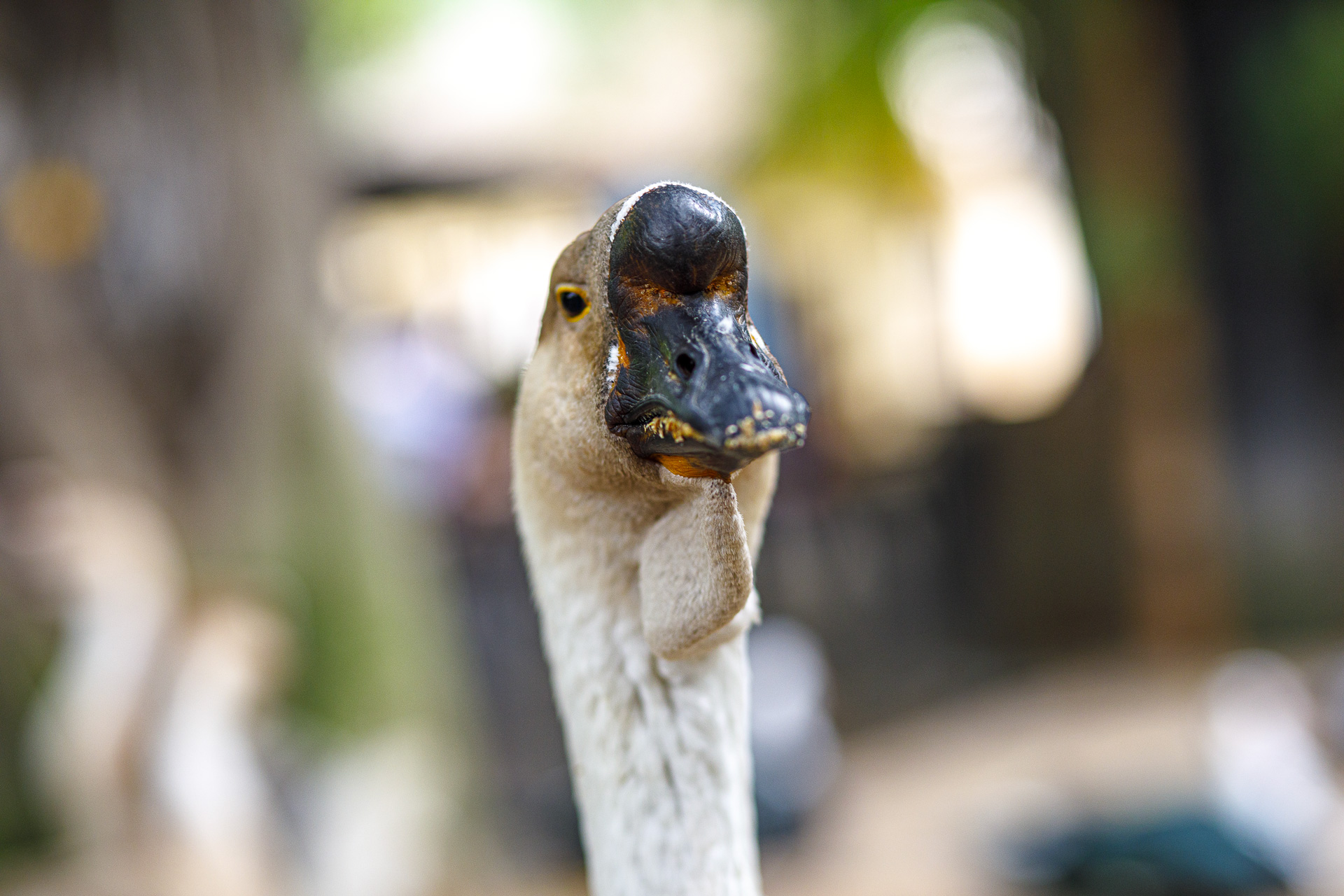
Oie de Chine, Jardin d'essai du Hamma, Alger.

Comme pondeuse, c'est la plus prolifique de toutes les races d'oies, pondant généralement environ 50 à 60 œufs en une saison d'environ cinq mois, mais atteignant parfois 100 œufs pendant cette période. Les œufs pèsent environ 120 g, plutôt moins gros que ceux des autres oies.
Les troupeaux d'oies peuvent être utilisés pour protéger les propriétés ou pour lutter contre les mauvaises herbesr.